# ジャンピエール・モンセレ
ジャン＝ピエール・モンセレ（Jean-Pierre Monseré、1948年9月8日 - 1971年3月15日）は、ベルギー、ルーセラーレ出身の元自転車競技（ロードレース）選手。

## 経歴
1969年、ブルノ（チェコスロバキア）で行われた世界自転車選手権・アマチュア個人ロードレースにおいて、ライフ・モルテンセンに次いで2位に入る。その直後、ブリック・ショット率いるフランドリアと契約を結んでプロ転向。同年のジロ・ディ・ロンバルディアを制した。
1970年の世界選手権・プロ個人ロードレース（イギリス・レスター）では逆に、モルテンセン（2位）らを破って優勝。また同年のヘント6日間レースでは、パトリック・セルキュとのペアで優勝した。
1971年3月15日、フロート・ヤールトマルクトプライス・イン・レティエ（グランプリ・ド・レティエ）というロードレース大会に出場。フランスのリユからベルギーのヒールルへの行程の途中、乗用車と衝突し、死亡した。